# New Wave of British Heavy Metal
New Wave of British Heavy Metal (engelska, "New Wave Of British Heavy Metal"), förkortat NWOBHM, är ett begrepp som myntades av journalisten Geoff Barton i tidningen Sounds 1979. NWOBHM brukar beskrivas som ett stilbrott inom hårdrocken vid slutet av 1970-talet och början av 1980-talet (framförallt mellan år 1980 och år 1982). Under denna tidsepok bildades hundratals nya brittiska hårdrocksband. De flesta kom dock aldrig förbi demostadiet, eller spelade endast in en enda singel. 
Musiken de spelade anses ofta vara en blandning av brittisk 70-talsmetal och punk. Detta märks främst i att tempot är betydligt högre än i den musik band som Black Sabbath spelade.
Något annat som kännetecknar epoken är anhängarnas sätt att klä sig. Både band och fans började klä sig i skinn- eller jeansjackor. Ibland bars även jeansvästar över skinnjackorna. Fansen prydde sedan sina jackor och/eller västar med nitar och tygmärken. Fansen bar ofta också nitarmband och nitbälten. Vissa band så som Iron Maiden och Saxon bar även spandexbyxor på scen.

## Kända band från NWOBHM
- Angel Witch
- Black Axe
- Cloven Hoof
- Def Leppard
- Demon
- Diamond Head
- Girlschool
- Grim Reaper
- Iron Maiden
- Jaguar
- Judas Priest
- Motörhead
- Pagan Altar
- Praying Mantis
- Raven
- Samson
- Satan
- Saxon
- Sweet Savage
- Venom
- Wolf
- Witchfinder General
- Tank
- Tokyo Blade
- Tygers of Pan Tang